# Nuray Güngör
Pour les articles homonymes, voir Güngör.
Nuray Güngor, née Levent le 8 mai 2000 à Bolu, est une haltérophile turque.

## Carrière
Nuray Güngor est médaillée d'or à l'épaulé-jeté et médaillée d'argent  à l'arraché dans la catégorie des moins de 63 kg aux Jeux méditerranéens de 2018 à Tarragone.
Aux Jeux olympiques de Tokyo en 2021, elle termine neuvième du concours de la catégorie des moins de 64 kg.
Aux Championnats d'Europe d'haltérophilie 2022 à Tirana, elle est médaillée d'or à l'épaulé-jeté ainsi que médaillée d'argent à l'arraché et au total dans la catégorie des moins de 64 kg.
Elle est médaillée d'argent à l'épaulé-jeté et médaillée de bronze à l'arraché dans la catégorie des moins de 71 kg aux Jeux méditerranéens de 2022 à Oran. Aux Jeux de la solidarité islamique de 2022 à Konya, elle obtient la médaille d'or à l'épaulé-jeté et au total ainsi que la médaille d'argent à l'arraché dans la catégorie des moins de 64 kg.
Elle est médaillée d'or au total et à l'arraché ainsi que médaillée de bronze à l'épaulé-jeté dans la catégorie des moins de 64 kg aux Championnats d'Europe d'haltérophilie 2023 à Erevan.